# Horizon (pédologie)
Pour les articles homonymes, voir Horizon.

Les différents horizons d'un profil de sol.

Un horizon est une couche du sol, relativement homogène et généralement parallèle à la surface, bien que pouvant prendre la forme d'une lentille ou d'une langue, ou encore, être entièrement inclus dans un autre horizon. Un horizon est un volume, dont la dimension verticale peut varier du centimétrique au métrique, tandis que ses dimensions latérales sont souvent hectométriques ou kilométriques. Les horizons se succèdent verticalement et latéralement.
Les pédologues utilisent plutôt le terme de couche si toutes ses propriétés sont issues de la roche-mère ou si son origine génétique est indéterminée.

## Description
L'étude des horizons nécessite deux concepts  : le solum, tranche verticale du sol, support de toutes les investigations, et le profil pédologique, séquence d'informations verticale sur la constitution du sol.
Les caractères de différenciation des horizons sont en particulier les suivants : couleur, texture (composition granulométrique : argiles, limons, sables, cailloux), pierrosité, structure, porosité, consistance, acidité, richesse en matière organique, exploitation racinaire, activité biologique, humidité, salinité, richesse en calcaire.

## Les différents horizons

### Stratification théorique simplifiée
Dans la théorie, le sol étant le résultat d'un processus d'altération de la roche-mère sous-jacente et de l'activité biologique superficielle, sa stratification (organisation en couches superposées) est traduite comme suit :
O - horizon organique, c'est-à-dire là où se dépose la matière organique morte (restes d'êtres vivants), riche en litière. 
A - horizon mixte (normalement situé à la superficie du sol) d'incorporation de la matière organique à la matière minérale.
B - horizon d'accumulation de la matière minérale plus en profondeur.
C - horizon constitué dans la zone d'altération de la roche-mère.
NB : Horizon 0 et A constituent le sol arable (favorable pour l'agriculture)

### Différents horizons décrits en pédologie
Dans la pratique, les phénomènes et processus à l’œuvre dans le sols sont souvent beaucoup plus complexes et il est fréquemment nécessaire de distinguer d'autres types d'horizons. Les scientifiques spécialistes des sols (pédologues) distinguent notamment ceux-ci :
- Les horizons humifères sont les horizons les plus riches en êtres vivants.
- O, horizon organique. Surtout observable en forêt (mais pas toujours), et souvent absent dans d'autres écosystèmes, par exemple en prairie où l'activité biologique est tellement intense que les restes d'individus morts n'ont pas le temps de s'accumuler.

1. OL - litière. La litière comprend l'ensemble des débris bruts (restes de bois, de feuilles mortes et de fruits) identifiables à l’œil nu.
2. OF - horizon de fragmentation (parfois appelé à tort horizon de fermentation). Composé d'une part de restes de débris reconnaissables à l’œil nu et d'autre part de matière organique fine (compost et particules organiques de taille inférieure à 1 mm) cette dernière en proportion de 10 à 70 %[1]. La température et l'humidité y sont optimales, en raison de l'isolation fournie par la litière.
3. OH - horizon humifié. Cet horizon est composé quasi exclusivement de matière organique fine (qui a donc été transformée par les organismes du sol).

- A - horizon mixte. Composé d'éléments minéraux et d'humus. Sa structure dépend de l'incorporation plus ou moins rapide de l'humus.

Les horizons minéraux sont les moins riches en organismes vivants.
- E - horizon lessivé (dits « éluviaux »). Il est drainé par l'eau qui s'infiltre, ce qui le rend pauvre en ions, en argiles, en composés humiques et en hydroxydes de fer et d'aluminium. Son appauvrissement en fer lui donne souvent une couleur plus claire que les horizons voisins (parfois presque blanche).
- B - horizon d'accumulation. Horizon intermédiaire apparaissant dans les sols lessivés. Il est riche en éléments fins ou amorphes (argiles, hydroxydes de fer et d'aluminium, parfois en matière humifère (notamment dans les horizons BP), arrêtant leur descente à son niveau lorsqu'ils rencontrent un obstacle mécanique (frein à la diffusion) ou une modification de l'équilibre électrostatique.
  - BT - horizon d'accumulation des argiles (la lettre T vient du mot allemand Ton qui signifie : « argile »).
  - BP - horizon d'accumulation de matière organique et d'aluminium, présentant souvent une structure en pellicules et une cimentation. La lettre P vient du mot d'origine russe « podzosol ».
- S - horizon structural, issu d'un processus d'altération. Il est le siège de processus physico-chimiques et biochimiques aboutissant à la destruction des minéraux du sol (altération minérale) ou encore à la décarbonatation.
- C - roche-mère peu altérée.
- R - roche-mère non altérée. Couche géologique à partir de laquelle se sont formés les sols.